# Tövlə
Tövlə è un comune dell'Azerbaigian situato nel distretto di Qəbələ. Conta una popolazione di 698 abitanti.